# سرزمین شادی
سرزمین شادی (انگلیسی: Happy Land) فیلمی در ژانر فانتزی و درام به کارگردانی اروینگ پیکل و با بازی دان آمچی است که در سال ۱۹۴۳ منتشر شد. این فیلم از رمانی به همین نام از مک‌کینلی کانتر گرفته شده است.

## بازیگران
- دان آمچی
- فرنسیس دی
- هری کری
- ان رادرفورد
- هری مورگان
- مینور واتسون
- دیکی مور
- پل وایگل